# رضا نوروزی (زندانی سیاسی)
رضا نوروزی (زادهٔ ۱۳۶۸) شهروند مبارز، فعال سیاسی و زندانی سیاسی سابق اهل ایران است. او در اردیبهشت ۱۴۰۰ به‌همراه همسر و دو فرزندش در میدان انقلاب تهران با سردادن شعارهایی علیه نظام جمهوری اسلامی ایران، و فریاد «من برای بازگشت شاهزاده رضا پهلوی می‌جنگم» از مردم خواست تا به کارزار «نه به جمهوری اسلامی» بپیوندند.
او در اردیبهشت ۱۴۰۰ بازداشت شد و پس از تحمل دو سال و یک‌ماه زندان، در اردیبهشت ۱۴۰۲ با قرار وثیقه ۵۰۰ میلیون تومانی از زندان آزاد شد.

## سر دادن شعار
رضا نوروزی اهل سرآب، آذربایجان شرقی است. او در اردیبهشت ۱۴۰۰ به‌همراه همسر و دو فرزند خردسالش در میدان انقلاب، خودرو خود را به آتش کشید و با سر دادن شعار و نیز سخنرانی، از مردم خواست به جمهوری اسلامی نه بگویند.

## بازداشت و حکم
رضا نوروزی، در اردیبهشت ۱۴۰۰ توسط نیروهای امنیتی جمهوری اسلامی در میدان انقلاب تهران بازداشت و به بازداشتگاه ۲۰۹ متعلق به وزارت اطلاعات منتقل شد. او ۲ ماه در سلول انفرادی به‌سر برد و تحت بازجویی‌های فشرده قرار داشت. نوروزی پس از تفهیم اتهام به اندرزگاه ۴ زندان اوین منتقل شد. با آغاز دادرسی، رضا نوروزی توسط شعبه ۲۶ دادگاه انقلاب تهران به‌ریاست قاضی ایمان افشاری به اتهام اجتماع و تبانی علیه امنیت کشور و تبلیغ علیه نظام به ۱۰ سال زندان محکوم شد. حکم رضا نوروزی در دادگاه تجدید نظر هم تأیید شد و ۵ سال از حکم او قابل اجرا است.

## وضعیت وخیم جسمانی در زندان
در اسفند ۱۴۰۱ گزارش شد که رضا نوروزی در وضعیت وخیم جسمانی قرار دارد. مادر او در پیامی به مردم ایران گفت: «پسر من به خاطر شما و ایران در زندان در حال مرگ است. به داد پسرم برسید». همچنین یاشار تبریزی فعال مدنی خبر داد که رضا نوروزی در زندان رجایی‌شهر در وضعیت وخیم جسمانی قرار دارد و با دستور بهداری زندان، حفاظت اطلاعات مانع از انتقال این زندانی به بیمارستان شده‌است. تبریزی همچنین از نگرانی شدید خانواده این زندانی سیاسی خبر داد.

## آزادی
در ۶ خرداد ۱۴۰۲ عرفان کرم‌ویسی، وکیل رضا نوروزی گزارش داد که نوروزی پس از تحمل ۲ سال و یک ماه زندان و با قرار وثیقه ۵۰۰ میلیون تومانی از زندان فشافویه آزاد شده‌است.